# Boža Košak
Boža Košak (r. Simčič), slovenska modna oblikovalka, * 10. januar 1915, Trst, Avstro-Ogrska, † 28. julij 1993, Ljubljana, Slovenija.

## Življenje in delo
Po študiju na Akademiji uporabnih umetnosti na Dunaju (1935–37) je pričela ustvarjati kot ilustratorka, kostumografinja in modna oblikovalka. V zgodnjih štiridesetih letih se je preselila v Rim in ustvarjala v ateljeju na ulici Via Margutta. Njeno delo oblikovalke tekstila, notranje opreme, preprog, tapiserij in oblačil jo je popeljalo po vsej Evropi in Združenih državah Amerike. Njene avantgardne stvaritve so bile razstavljene v stalnih zbirkah številnih prestižnih muzejev. Kot prva oblikovalka je oživila stare tehnike barvanja; njen napredek na tem področju je pripeljal do poplave različnih inovativnih tehnik barvanja in tiska.